# Santa Maria Egiziaca em Pizzofalcone

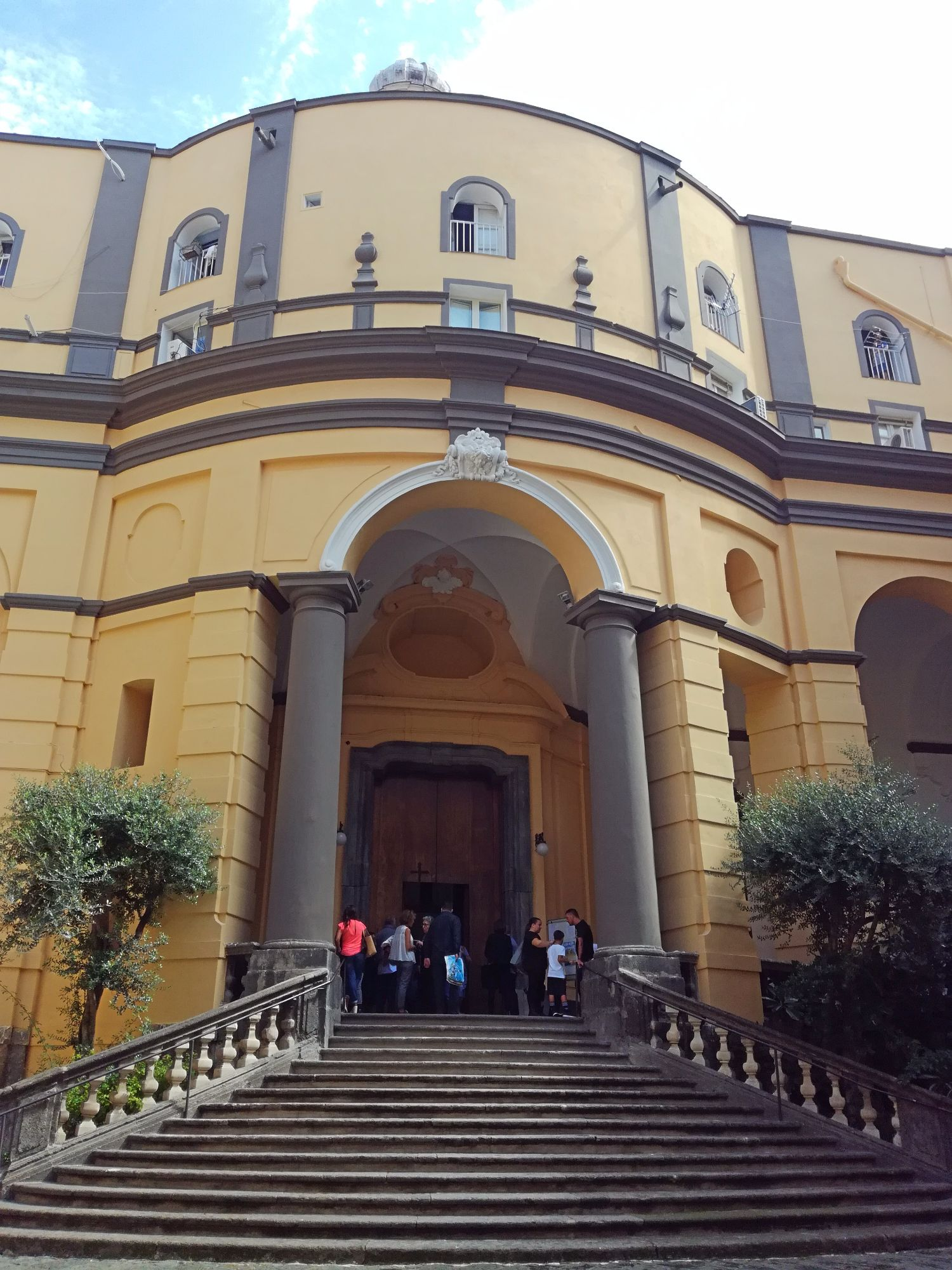
Fachada

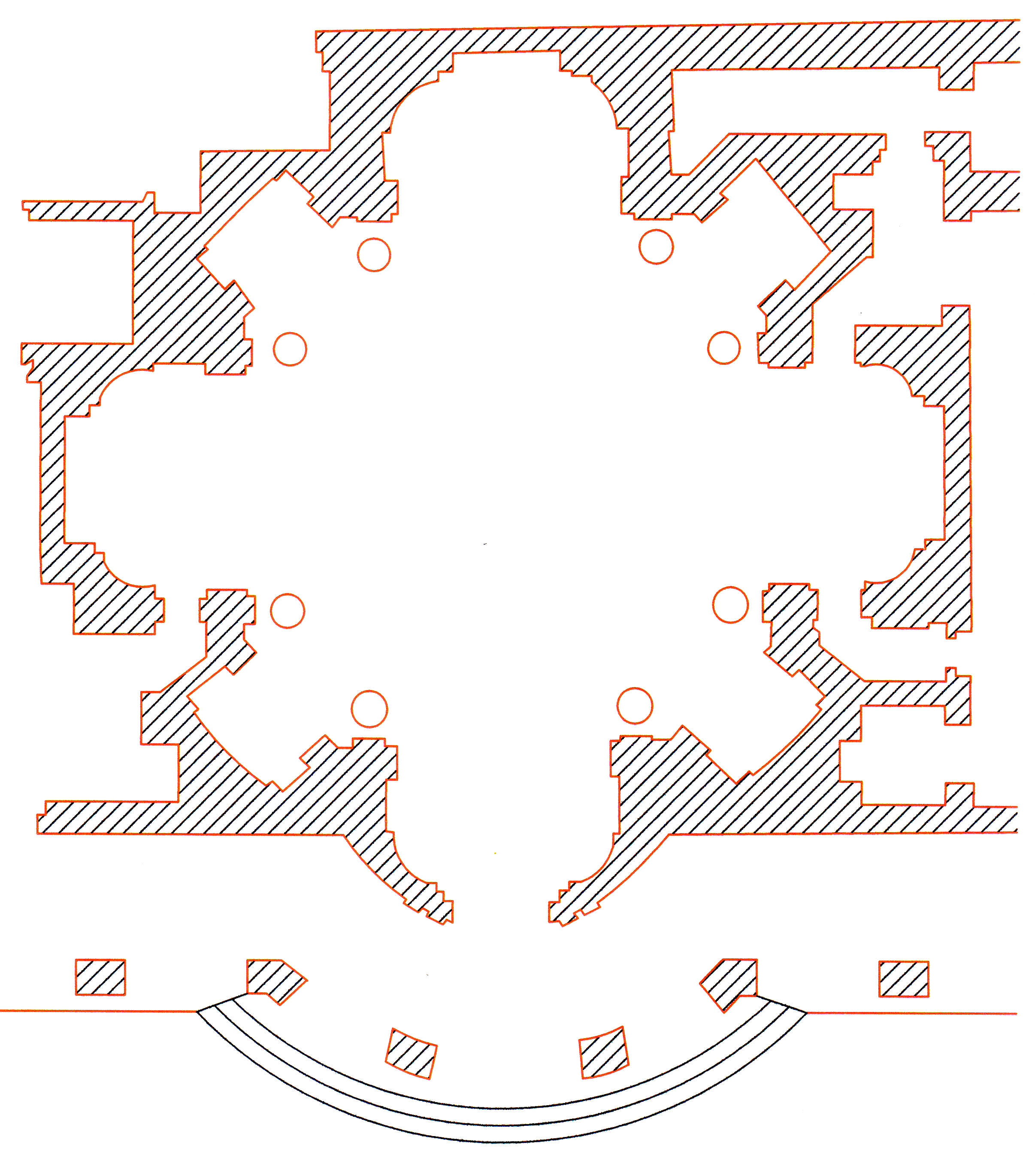
Planta de Fanzago para igreja do Arquivo histórico de Napoles

Santa Maria Egiziaca em Pizzofalcone é uma igreja basilical católica romana de estilo barroco, localizada na rua com o mesmo nome, na colina de Pizzofalcone, no centro histórico de Nápoles, região da Campânia, Itália. A planta da igreja foi inicialmente projetado por Cosimo Fanzago.

## História
A estrutura original consistia numa pequena igreja fundada em 1616. Em 1639, um grupo de cinco freiras agostinianas deixou a Egiziaca a Forcella para fundar o Convento da Egiziaca em Pizzofalcone num palácio anexo à pequena igreja. Em 1648 as freiras promoveram uma remodelação de todo o complexo. O projeto original foi desenhado por Cosimo Fanzago, mas o aspecto atual é resultado de inúmeras intervenções diferentes. Em 1665 a direção das obras foi assumida por Francesco Antonio Picchiatti, que concebeu a parte externa, Antonio Galluccio e, de 1691 a 1716, Arcangelo Guglielmelli. Esses diferentes arquitetos mudaram boa parte do projeto de Fanzaghi. 